# علي بابا (موقع)
علي بابا دوت كوم (بالإنجليزية: Alibaba.com) (بالصينية: 阿里巴巴) هو أكبر وأهم موقع صيني للتجارة الإلكترونية، والموقع متخصص في تداول المبيعات على شبكة الإنترنت للشركات من جميع أنحاء العالم وبلغات متعددة. تمتلك مجموعة علي بابا القابضة (غير المدرجة في البورصة) حصة ٪71.5 من مجموع أسهم موقع علي بابا في بورصة هونغ كونغ، حيث يمتلك مؤسسها «جاك ما» وأسرته حصة ٪7.4 من مجموع الشركة القابضة، فيما يستحوذ موقع ياهو على أكثر من ذلك بعد بيع بعض أصول الشركة له (مابين ٪33 ـ ٪24).
في يوليو 2011، كانت مجموعة علي بابا القابضة تستحوذ على 3 مواقع من أصل 100 موقع الأكثر زيارة في العالم وهم موقع: (تاوباو (14)، موقع علي بابا (56)، علي باي (موقع) (85)، بالإضافة إلى موقع ياهو الصيني) بمعدل مجموعه 42 مليون زائر شهريا حسب مخطط الإعلانات التابع لجوجل.
ولقد اكتتب على أسهم علي بابا في السوق يوم الخميس الثامن عشر من سبتمبر 2014 بسعر 68 دولار أمريكي للسهم الواحد وبحجم 25 مليار دولار. وتراوح سعر السهم الواحد في عام 2015 بين 60 و 66 دولار أمريكي. وكان قد تم اكتتاب هذا السهم في بورصة شنغهاي وهونغ كونغ عام 2010 والذي جمع 22 مليار دولار. ويزداد الطلب عليها بشكل متواصل مما ينبئ بتحقيق ارباح كبيرة جدا للشركة.
يعتبر موقع علي بابا دوت كوم شريكاً إلى جنب خدمة التجارة الأمريكية (وزارة التجارة الامريكية) وموقع مجلس هونغ كونغ لتنمية التجارة لمقدمي الخدمات الدولية: جلوبال تريد دوت نت. في بداية شهر فبراير 2014، قدرت بلومبرغ قيمة موقع علي بابا بمبلغ 153 مليار دولار.

## تسلسل زمني
- يونيو 1999 : أنشأ جاك ما بشقته في مدينة هانغتشو موقع علي بابا برفقة 17 من أصدقائه أصبحوا شركائه بعد ذلك. 
 * رفع موقع علي بابا مبلغ $25 مليون دولار من مختلف المؤسسات مثل سوفت بانك وجولدمان ساكس وفيديليتي.
- 2003 : إنشاء موقع تاوباو
- 2004 : إطلاق تطبيق الدفع الإلكتروني علي باي
- 2005 التحالف الإستراتيجي مع ياهو: امتلاك مجموعة علي بابا القابضة موقع ياهو الصيني مقابل إستثمار شركة ياهو وحصولها على نسبة من أسهم مجموعة علي بابا.
- نوفمبر 2007 : دخول موقع علي بابا في بورصة هونغ كونغ للأوراق المالية.
- 2010 : إطلاق موقع علي إكسبريس بوابة موجهة للأفراد على المستوى الدولي.
- 2014 : * اكتتاب المجموعة في وول ستريت. 
 * في مايو 2014، وقع وزير الشؤون الخارجية الفرنسي لوران فابيوس إتفاقية مدتها ثلاث سنوات مع مجموعة علي بابا لزيادة نسبة مشاهدة وترويج المنتجات الفرنسية على موقع علي بابا [6]

## وصلات خارجية
- الموقع الرسمي